# Mercedes-Benz M157
La sigla Mercedes-Benz M157 identifica un motore a scoppio prodotto a partire dal 2011 al 2019 dalla casa automobilistica tedesca Mercedes-Benz.

## Descrizione
Questo motore è strettamente imparentato sia con il meno prestante M278, sia con i progenitori di quest'ultimo, ossia i motori M273. Con essi, il motore M157 condivide molte caratteristiche strutturali, tra cui la configurazione di tipo V8, l'angolo di 90° tra le bancate e l'ampio utilizzo della lega d'alluminio, per basamento, monoblocco e testate. 

Il motore M157 (che non va confuso con il ben più primitivo M157 sperimentale d'inizio anni quaranta del Novecento) riprende le caratteristiche dimensionali del più grande tra i motori M273, mantenendo così una cilindrata di 5461 cm³ (alesaggio e corsa: 98x90,5 mm), ma porta diverse novità. Il motore è stato rivisitato anche dalla AMG, la quale ne ha aumentato le prestazioni, proponendolo in diverse varianti di potenza massima, fra le diverse novità spiccano la doppia sovralimentazione ottenuta tramite due turbocompressori, uno per bancata, per continuare con l'alimentazione ad iniezione diretta, l'utilizzo di iniettori piezoelettrici e l'accensione multi-spark (a scintilla multipla) ed il dispositivo Start/Stop. Come risultato si è ottenuto un incremento di prestazioni a fronte di un calo di consumi ed emissioni di anidride carbonica. La potenza massima di questo motore dipende dalle applicazioni su cui è prevista, in ogni caso sono previsti sette livelli di potenza, compresi tra 525 e 585 CV. Con tali caratteristiche, perciò, il motore M157 è destinato a sostituire gradualmente il 6,2 litri aspirato M156.

Di seguito vengono mostrate le caratteristiche e le applicazioni del motore M157 nelle sue quattro varianti:
| Variante | Rapporto di compressione | Potenza (CV/rpm) | Coppia (Nm/rpm) | Applicazioni                                    | Anni di produzione |
| -------- | ------------------------ | ---------------- | --------------- | ----------------------------------------------- | ------------------ |
| 1.       | 11.3                     | 525/5500         | 700/ 1700-5000  | Mercedes-Benz E63 AMG W212/S212                 | 09/2011-02/2013    |
| 1.       | 11.3                     | 525/5500         | 700/ 1700-5000  | Mercedes-Benz CLS63 AMG C218                    | 09/2011-08/2014    |
| 1.       | 11.3                     | 525/5500         | 700/ 1700-5000  | Mercedes-Benz ML63 AMG W166                     | 01/2012-04/2015    |
| 2.       | 10                       | 537/5500         | 800/ 2000-4500  | Mercedes-Benz SL63 AMG R231                     | 04/2012-05/2014    |
| 3.       | 10                       | 544/5500         | 800/ 2000-4500  | Mercedes-Benz S63 AMG W221                      | 09/2011-05/2013    |
| 3.       | 10                       | 544/5500         | 800/ 2000-4500  | Mercedes-Benz CL63 AMG C216                     | 09/2010-12/2013    |
| 3.       | 10                       | 544/5500         | 760/ 2000-5000  | Mercedes-Benz G63 AMG W463                      | 05/2012-05/2015    |
| 3.       | 10                       | 544/5500         | 760/ 2000-5000  | Mercedes-Benz G63 AMG SW 6x6 W463               | 2014-17            |
| 4.       | 11.3                     | 557/5500         | 700/ 1750-5500  | Mercedes-Benz GLE63 AMG W166                    | 04/2015-10/2018    |
| 4.       | 11.3                     | 557/5500         | 700/ 1750-5500  | Mercedes-Benz GLE 63 AMG C292                   | 04/2015-11/2019    |
| 4.       | 11.3                     | 557/5500         | 720/ 1750-5250  | Mercedes-Benz E63 AMG W212/S212                 | 03/2013-07/2016    |
| 4.       | 11.3                     | 557/5500         | 720/ 1750-5250  | Mercedes-Benz E63 AMG 4MATIC W212/S212          | 03/2013-02/2016    |
| 4.       | 11.3                     | 557/5500         | 720/ 1750-5250  | Mercedes-Benz CLS63 AMG C218                    | 09/2014-01/2018    |
| 4.       | 11.3                     | 557/5500         | 720/ 1750-5250  | Mercedes-Benz CLS63 AMG 4MATIC C218             | 09/2014-01/2018    |
| 4.       | 11.3                     | 557/5750         | 760/ 2000-5000  | Mercedes-Benz ML63 AMG Performance              | 01/2012-03/2015    |
| 4.       | 11.3                     | 557/5750         | 760/ 2000-5000  | Mercedes-Benz GL63 AMG X166                     | 10/2012-10/2015    |
| 4.       | 11.3                     | 557/5500         | 800/ 2000-4500  | Mercedes-Benz E63 AMG Performance W212/S212     | 09/2011-02/2013    |
| 4.       | 11.3                     | 557/5500         | 800/ 2000-4500  | Mercedes-Benz CLS63 AMG Performance C218        | 09/2011-03/2013    |
| 5.       | 11.3                     | 564/5500         | 900/ 2250-3750  | Mercedes-Benz SL63 AMG Performance R231         | 04/2012-05/2014    |
| 6.       | 10                       | 571/5500         | 760/ 1750-5000  | Mercedes-Benz G63 AMG W463                      | 06/2015-12/2017    |
| 6.       | 10                       | 571/5500         | 900/ 2000-4500  | Mercedes-Benz S63 AMG Performance W221          | 09/2010-05/2013    |
| 6.       | 10                       | 571/5500         | 900/ 2000-4500  | Mercedes-Benz CL63 AMG Performance C216         | 09/2010-12/2013    |
| 6.       | 10                       | 571/5500         | 900/ 2000-4500  | Mercedes-Benz SL 63 AMG R231                    | 07/2018-05/2019    |
| 7.       | 10                       | 585/5500         | 760/ 1750-5250  | Mercedes-Benz GLE63 AMG S W166                  | 04/2015-10/2018    |
| 7.       | 10                       | 585/5500         | 760/ 1750-5250  | Mercedes-Benz GLE63 AMG S C292                  | 04/2015-11/2019    |
| 7.       | 10                       | 585/5500         | 760/ 1750-5250  | Mercedes-Benz GLS63 AMG S X166                  | 10/2015-03/2019    |
| 7.       | 10                       | 585/5500         | 800/ 1750-5000  | Mercedes-Benz E63 AMG 4MATIC S-Modell W212/S212 | 03/2013-07/2016    |
| 7.       | 10                       | 585/5500         | 800/ 1750-5000  | Mercedes-Benz SL63 AMG R231                     | 06/2014-07/2018    |
| 7.       | 10                       | 585/5500         | 800/ 1750-5000  | Mercedes-Benz CLS63 AMG S 4MATIC C218           | 08/2014-01/2018    |
| 7.       | 10                       | 585/5500         | 900/ 2250-3750  | Mercedes-Benz S63 AMG / S63 AMG 4MATIC W222     | 09/2013-04/2017    |
| 7.       | 10                       | 585/5500         | 900/ 2250-3750  | Mercedes-Benz S63 AMG Coupé 4MATIC C217         | 06/2014-08/2017    |

Dal motore M157 è stato derivato il motore M152, cioè la variante aspirata, meno potente, ma ugualmente molto prestante.